# Olmsteadit
Olmsteadit ist ein sehr selten vorkommendes Mineral aus der Mineralklasse der wasserhaltigen Phosphate mit fremden Anionen. Es kristallisiert im orthorhombischen Kristallsystem mit der allgemeinen chemischen Zusammensetzung KFe2(Nb,Ta)[O|PO4]2 · H2O und entwickelt meist kleine, langprismatische Kristalle von schwarzer, brauner bis rotbrauner Farbe.
Niob (Nb) und Tantal (Ta) sind im frei austauschbar, stehen jedoch immer im selben Stoffmengenverhältnis zu den restlichen Bestandteilen des Minerals.

## Etymologie und Geschichte
Das Mineral wurde 1973 von Milo Olmstead in der Typlokalität, dem Big Chief Quarry bei Glendale in der Nähe von Keystone (South Dakota), sowie von W. L. Roberts bei Custer ebenfalls in South Dakota gefunden. Es wurde nach Olmstead benannt.

## Klassifikation
In der alten (8. Auflage) und neuen Systematik der Minerale (9. Auflage) nach Strunz gehört der Olmsteadit in einer Gruppe mit Johnwalkit zur Abteilung der „Wasserhaltigen Phosphate mit fremden Anionen“. Seit der neuen Strunz’schen Mineralsystematik ist diese Abteilung allerdings präziser auch nach der Größe der Kationen und dem Verhältnis Hydroxygruppe zu Kationenkomplex unterteilt und das Mineral nun in der Unterabteilung „Mit großen und mittelgroßen Kationen; (OH usw.) : RO4 = 1 : 1“ zu finden, wo er zusammen mit Johnwalkit, Gatumbait, Camgasit, Phosphofibrit, Jungit, Wycheproofit, Ercitit, Attikait und Mrázekit die unbenannte Gruppe „8.DJ.05“ bildet.
Die im englischen Sprachraum gebräuchliche Systematik der Minerale nach Dana ordnet den Olmsteadit in die Abteilung der „Hydratisierten Phosphate etc., mit Hydroxyl oder Halogen mit (AB)5(XO4)3Zq • x(H2O)“, wo er als mit Johnwalkerit die Olmsteadit-Gruppe bildet.

## Bildung und Fundorte
Olmsteadit bildet sich hydrothermal in Phosphatquellen vor allem in Pegmatiten. Es wird von Siderit und Quarz begleitet.
Neben der Typlokalität fand man Olmsteadit noch in zwei weiteren Minen in der Nähe von Keystone (South Carolina).

## Kristallstruktur
Olmsteadit kristallisiert im orthorhombischen Kristallsystem in der Raumgruppe Pb21m (Raumgruppen-Nr. 26, Stellung 5)  mit den Gitterparametern a = 7,512 Å, b = 10,00 Å und c = 6,492 Å sowie einer Formeleinheit pro Elementarzelle.